# Batalla de Ngomano
La batalla de Ngomano (o Negomano) es va lliurar entre les forces de l'Imperi Alemany i Portugal durant la Campanya d'Àfrica Oriental de la Primera Guerra Mundial.
Una força d'alemanys i àscaris, a les ordres de Paul von Lettow-Vorbeck, acabava de derrotar els britànics en la batalla de Mahiwa i patien d'una escassetat greu de subministraments. Per a solucionar aquest problema, els alemanys van envair l'Àfrica Oriental Portuguesa, en un intent d'escapar cap al nord de les forces superiors britàniques i de capturar subministraments als portuguesos per a proveir-se.
Una força portuguesa, sota el comandament del major João Teixeira Pinto, va ser enviada per a detenir Lettow-Vorbeck en la frontera, però van ser envoltats pels alemanys mentre acampaven en Ngomano el 25 de novembre de 1917. El resultat de la batalla va ser la destrucció de la força portuguesa, amb un gran nombre de soldats morts i capturats.
La capitulació de les forces portugueses va permetre als alemanys aconseguir una gran quantitat de subministraments, que va permetre a Lettow-Vorbeck continuar les seves operacions a l'Àfrica oriental fins al final de la guerra.

## Antecedents
Portugal estava en guerra amb Alemanya des de 9 de març de 1916, i van participar en Àfrica Oriental Portuguesa prop de 39.000 combatents indígenes i metropolitans per a contrarestar l'amenaça alemanya. Una ofensiva portuguesa en territori alemany va acabar en un gran fracàs en el transcurs de 1916, i des de llavors les tropes portugueses van romandre al seu territori amb l'esperança que els alemanys també es quedessin al seu territori. Es van organitzar diversos campaments al llarg del riu Rovuma, inclòs el Negomano.
A finals de novembre de 1917, els alemanys de l'Àfrica oriental es van quedar amb poques opcions si volien continuar la guerra. Van ser superats dràsticament en nombre i es van dividir en diverses columnes. Les dues columnes més grans, comandades per Theodor Tafel i Paul von Lettow-Vorbeck, es van aïllar completament una de l'altra. Tot i que la columna de Lettow-Vorbeck va derrotar a una força britànica en la batalla de Mahiwa, va perdre a un gran nombre de soldats i va gastar pràcticament tots els queviures i munició. Amb armes antiquades i sense manera de fornir-se, els alemanys es van veure obligats a envair l'Àfrica Oriental Portuguesa per tal de mantenir la seva eficàcia com a força de combat i continuar la guerra.
Tot i que la força de Tafel va ser interceptada pels Aliats i va capitular abans d'arribar a la frontera, Lettow-Vorbeck i la seva columna va ser capaç d'arribar fins al riu Rovuma. Davant l'escassetat de subministraments, el general alemany va reduir la seva força, acomiadant a un gran nombre d'àscaris que no van poder ser adequadament equipats, així com un gran nombre de treballadors civils. Amb la seva força reduïda, Lettow-Vorbeck va realitzar plans per a atacar la guarnició portuguesa situada a l'altra banda del riu, en Negomano. La força portuguesa era un contingent natiu dirigit per João Teixeira Pinto, un veterà amb experiència en la lluita a l'Àfrica.
En lloc de preparar posicions defensives, els portuguesos havien iniciat la construcció d'un gran campament després de la seva arribada a Negomano, el 20 de novembre. Pinto tenia a la seva disposició 900 efectius, amb sis metralladores i una gran reserva de recursos, però les seves tropes no tenien experiència i no va ser rival per a Lettow-Vorbeck, que va travessar el riu amb 1.500-2.000 veterans experimentats i un gran nombre de portadors.

## Batalla
A les 7 del matí del 25 de novembre, la guarnició portuguesa de Negomano va rebre notícies d'un oficial d'intel·ligència britànic anunciant que un atac estava a punt de començar. No obstant això, i malgrat l'advertència, els portuguesos no estaven del tot preparats al moment de l'atac.

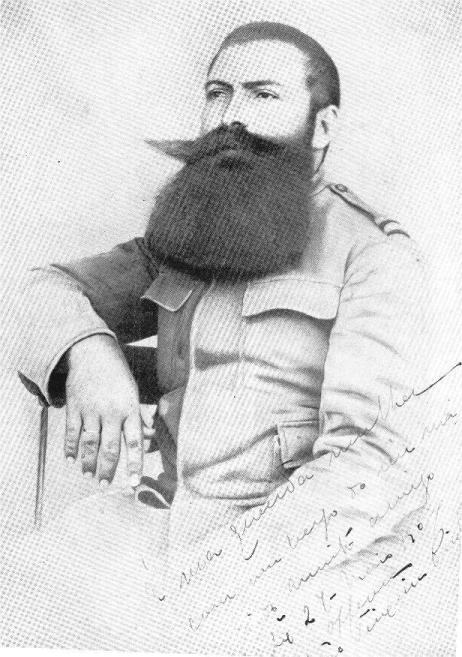
João Teixeira Pinto, 1910

Per a distreure als portuguesos, els alemanys van bombardejar el campament des de l'altre costat del riu. Mentre l'artilleria atacava el campament, els alemanys van travessar el riu fins a un lloc segur fora de la vista de Pinto i els seus homes. Els portuguesos no van resistir a les forces de Lettow-Vorbeck quan van travessar el riu, i van romandre a la defensiva a Negomano. Els alemanys van ser capaços de flanquejar les posicions portugueses fàcilment, envoltant-los completament amb sis companyies d'infanteria que van atacar el campament des del sud, sud-est i l'oest.
Després de l'advertiment sobre l'atac, el comandant portuguès havia iniciat els preparatius per a l'assalt però havia previst rebre un assalt frontal, i quan va ser atacat per la rereguarda els van agafar totalment desprevinguts. Els portuguesos van tractar d'atrinxerar-se, però les forces es van desorientar després que Pinto i altres oficials foren morts en combat al començament de l'atac.
Els alemanys van usar poques armes pesants, ja que van descartar la major part de la seva artilleria i metralladores a causa de la falta de municions. Tot i l'escassetat de municions, Lettow-Vorbeck va ser capaç de moure quatre metralladores prop dels punts defensius dels portuguesos, utilitzant-les només a curta distància per assegurar-se que la seva munició no es perdés.
La inexperiència dels portuguesos va resultar ser la seva perdició, ja que tot i que van disparar més de 30.000 bales, les baixes alemanyes van ser molt poques, patint una sola baixa entre els seus oficials. Amb molts morts, després d'haver perdut el seu oficial al comandament i trobant-se en inferioritat numèrica, els portuguesos es van rendir, tot i que tenien suficients provisions per a continuar el combat durant més temps.

## Conseqüències
Les baixes alemanyes van ser poques, amb només uns pocs àscaris i un europeu morts. Els portuguesos, per contra, van patir una severa derrota i, com no van poder impedir que les forces de Lettow-Vorbeck travessessin el riu Rovuma, li van permetre continuar la seva campanya fins al final de la guerra.
La xifra de víctimes dels portuguesos és variable. Algunes fonts proporcionen dades de més de 200 portuguesos morts o ferits i prop de 700 presoners de guerra, però altres afirmen que al voltant de 25 portuguesos van morir al costat de 162 àskaris i amb gairebé 500 presoners. Els presoners de guerra van ser utilitzats pels alemanys com a portadors per a les 250.000 unitats de munició, 6 metralladores i els centenars de fusells capturats.
Amb aquest material, els alemanys van aconseguir proveir complet la seva artilleria, a més d'armar a les tropes alemanyes amb el recentment adquirit material portuguès i britànic. Fins i tot els uniformes portuguesos van ser utilitzats pels alemanys, aprofitant els dels presoners capturats per a reemplaçar el deteriorat equip alemany.
Lettow-Vorbeck no va romandre per molt temps en Negomano i aviat va marxar amb les seves forces cap al sud per a atacar les posicions portugueses, deixant només una companyia en Negomano com rereguarda en el cas que els britànics decidissin seguir-los dins d'Àfrica Oriental Portuguesa. Plenament proveït, Lettow-Vorbeck va continuar el seu avanç en territori portuguès, obtenint diverses victòries i aprofitant més subministraments i municions abans de tornar a l'Àfrica Oriental Alemanya el 1918.